# No diguis res (sèrie de televisió)
No diguis res (títol original en anglès, Say Nothing) és una sèrie limitada de drama històric creada per Josh Zetumer per al servei de streaming nord-americà Disney+ i produïda per FX Productions (2024). Detallant quatre generacions de vida a Irlanda del Nord durant els Troubles, en una adaptació del llibre No diguis res de Patrick Radden Keefe.

## Sinopsi
La sèrie segueix la vida de persones que van créixer a Belfast als anys 1970, 1980 i 1990 durant els Troubles, així com la seva implicació en l'Exèrcit Republicà Irlandès Provisional, i les investigacions sobre els desapareguts, particularment l'assassinat de Jean McConville.

## Repartiment
- Lola Petticrew com a Dolours Price
  - Maxine Peake com a Dolours més gran
- Hazel Doupe com a Marian Price
  - Helen Behan com a Marian més gran
- Anthony Boyle com a Brendan Hughes
  - Tom Vaughan-Lawlor com a Brendan més gran
- Josh Finan com a Gerry Adams
  - Michael Colgan com a Gerry més gran
- Seamus O'Hara com a Mackers (Anthony McIntyre)
- Kerri Quinn com a Crissie Price
- Stuart Graham com a Albert Price
- Rory Kinnear com a Frank Kitson
- Amy Molloy com a soldat Sarah Jane
- Frank Blake com a Seamus Wright
- Emma Canning com a Kathleen
- Adam Best com a Joe Lynskey
- Martin McCann com a Pat
- Emily Healy com a Helen McConville 
  - Laura Donnelly com a Helen més gran
- Isaac Heslip com a Archie McConville
- Judith Roddy com a Jean McConville
- Damien Molony com a Stephen Rea

## Episodis
| Núm. | Títol                             | Direcció        | Guió                                                                             | Data d'estrena original |
| ---- | --------------------------------- | --------------- | -------------------------------------------------------------------------------- | ----------------------- |
| 1    | «The Cause»                       | Michael Lennox  | Josh Zetumer                                                                     | 14 de novembre de 2024  |
| 2    | «Land of Password, Wink, and Nod» | Michael Lennox  | Josh Zetumer                                                                     | 14 de novembre de 2024  |
| 3    | «I'll Be Seeing You»              | Mary Nighy      | Clare Barron                                                                     | 14 de novembre de 2024  |
| 4    | «Tout»                            | Mary Nighy      | Joe Murtagh                                                                      | 14 de novembre de 2024  |
| 5    | «Evil Little Maniacs»             | Anthony Byrne   | Història de : Joe Murtagh, Kirsten Sheridan i Josh Zetumer Guió de : Joe Murtagh | 14 de novembre de 2024  |
| 6    | «Do No Harm»                      | Alice Seabright | Clare Barron                                                                     | 14 de novembre de 2024  |
| 7    | «Theater People»                  | Anthony Byrne   | Clare Barron i Josh Zetumer                                                      | 14 de novembre de 2024  |
| 8    | «I Lay Waiting»                   | Michael Lennox  | Història de : Kirsten Sheridan Guió de : Kirsten Sheridan i Josh Zetumer         | 14 de novembre de 2024  |
| 9    | «The People in the Dirt»          | Michael Lennox  | Josh Zetumer                                                                     | 14 de novembre de 2024  |

## Producció
S'ha comentat que la producció serà una adaptació del llibre més venut de Patrick Radden Keefe No diguis res, que detallava el segrest i l'assassinat de la mare vídua de deu fills Jean McConville. Edward McDonnell, Monica Levinson, Josh Zetumer i Michael Lennox en són productors executius amb Zetumer també com a showrunner i Lennox dirigint la sèrie de nou capítols. Color Force de Nina Jacobson i Brad Simpson també estaria produint la sèrie.
El febrer de 2024, Lola Petticrew, Hazel Doupe, Anthony Boyle, Josh Finan i Maxine Peake van ser confirmats com a protagonistes. El repartiment també inclou Michael Colgan, Kerri Quinn, Stuart Graham, Laura Donnelly, Rory Kinnear, Amy Molloy, Helen Behan, Damien Molony i Judith Roddy.
El rodatge va tenir lloc a l'àrea de Walton de Liverpool el maig de 2023. Els llocs de rodatge també inclouen Belfast, Londres, Sheffield, i la presó de Shepton Mallet, prop de Bath a Somerset a l'agost i setembre de 2023.

## Retransmissió
La sèrie es va estrenar internacionalment el 14 de novembre a Disney+ al Regne Unit i altres llocs i a Hulu als Estats Units d'Amèrica.
La sèrie retrata Gerry Adams com un comandant superior de l'IRA. Adams sempre ha negat qualsevol implicació a l'IRA. Cada episodi conté una nota final que diu «Gerry Adams sempre ha negat ser membre de l'IRA o haver participat en qualsevol violència relacionada amb l'IRA». Al final dels episodis 7 al 9 hi ha una exempció de responsabilitat addicional que «nega encara qualsevol implicació en el segrest de Jean McConville».
L'episodi 9 mostra a Marian Price disparant a Jean McConville, si bé ha negat qualsevol implicació en la seva mort. L'episodi conté una nota final que diu «Marian Price també nega qualsevol implicació en l'assassinat de Jean McConville».

## Crítica
L'obra té un 91% de crítiques positives de 33 crítics i una valoració mitjana de 8,3 sobre 10 a Rotten Tomatoes. El consens dels crítics al lloc web afirma: «Tant més poderós per la seva ambigüitat moral i política, [la sèrie] és una representació inquietant dels Troubles». A Metacritic, la sèrie té una recepció «generalment favorable» basada en una puntuació mitjana ponderada de 77 sobre 100 de 19 crítics.
Benji Wilson a The Daily Telegraph va atorgar a la sèrie cinc estrelles. Phil Harrison a The Guardian la va descriure com un «drama apassionant».
El fill de McConville va criticar l'adaptació, veient-la com un cínic producte comercial, dient que «utilitzar el que li va passar a la nostra mare per a entreteniment és repugnant. Guanyar diners amb el seu assassinat i el dolor que ha estat a les nostres vides des d'aleshores és cruel i obscè. Dubto que fins i tot pensen en nosaltres com a persones reals», a través d'una declaració del Wave Trauma Center.